# 乙晓光
乙晓光（1958年6月—），江苏沭阳人，中国人民解放军空军上将，中国共产党第十八届中央委员会候补委员、十九届中央委员会委员。

## 生平
乙晓光出自一个军人世家，祖父、叔父曾参加过抗日战争、第二次国共内战。1974年3月，乙晓光入伍，1977年11月加入中国共产党。空军保定学校（空军第二航空预备学校）毕业，国防大学军事硕士学历。
早年曾服役于沈阳军区空军、成都军区空军部队，历任沈阳军区空军战斗机飞行员、中队长、大队长，成都军区空军司令部军训处射击主任、航空兵团团长、云南空军航空兵训练基地政治部主任、航空兵师参谋长等职。1992年，年仅34岁的乙晓光出任空军航空飞行师师长。1996年至2003年，历任空军司令部军训部部长、云南航空兵训练基地司令员、成都军区空军副参谋长、空军武汉基地司令员、空军武汉指挥所主任等职。
作为特级飞行员，乙晓光系统地飞过米格-15、歼-5、歼-6、歼-7、苏-27、苏-30等机型，1997年曾在美国飞过F-15战斗机，2000年在希腊飞过幻影2000战斗机、F1模拟机，在土耳其飞过F16模拟机，是中国人民解放军空军军以上领导干部中的特级飞行员，全天候飞行教员、飞行指挥员；多次受到嘉奖，四次立三等功、一次立二等功。他还参加过一系列轮战、“和平使命-2005”演习等，组织指挥过2008年汶川大地震、2014年MH370失联、2015年“东方之星”沉船事件等的救援。
2003年，任广州军区空军副参谋长。2004年，任空军指挥学院院长。2008年，任中国人民解放军空军副参谋长。2010年12月，任南京军区副司令员兼南京军区空军司令员。2012年12月，任中国人民解放军总参谋长助理。2014年7月，任副总参谋长。2016年1月，任新成立的中央军委联合参谋部副参谋长。2017年8月，改任中部战区司令员，成为中国人民解放军第一位出任战区司令员的空军将领。
2012年，晋升空军中将军衔。2016年7月，晋升空军上将军衔。
2019年10月1日，担任庆祝中华人民共和国成立70周年大会阅兵仪式总指挥。
2021年，乙晓光不再担任中部战区司令员。2023年3月，乙晓光当选第十四届全国政协常委、人口资源环境委员会副主任。

## 著作
主编《空军飞行员常用汉英小词典》、《隐形飞机及其克星》、《武装直升机及其克星》，并任《21世纪高技术主站兵器克星系列丛书》副主编。